# Marc-Antoine Girard de Saint-Amant
Pour les articles homonymes, voir Saint-Amant.
Marc-Antoine Girard, sieur de Saint-Amant,  est un poète français, né dans la banlieue de Rouen en septembre 1594 et mort à Paris en décembre 1661. Il est l'auteur de poèmes burlesques, satiriques ou lyriques. Il a fait partie de la toute neuve Académie française.

## Biographie
Il existe peu de documents permettant de retracer la vie de Saint-Amant au-delà de la légende que le poète a créée : gentilhomme aventureux, infatigable voyageur, poète et soldat, maniant aussi bien la plume que l'épée, bon vivant, amateur de vin et de bonne chère, un « bon gros » comme il se qualifiait lui-même. Saint Amant se décrivait « plus frisé qu'un gros comte allemand, le teint frais, les yeux doux et la bouche vermeille ». Nicolas Boileau, qui l'a beaucoup critiqué, a renforcé le trait, faisant de lui un homme impécunieux . Son biographe, Paul Durand-Lapie, reconstitue sa vie en s'appuyant principalement sur les œuvres de l'auteur. Il faut attendre le travail de Jean Lagny pour voir une tentative de dégager l'avéré de l'hypothétique.

### Enfance et formation
Saint-Amant naît dans un faubourg de Rouen en septembre 1594. Il est baptisé, dans la paroisse protestante du Petit Quevilly, le 30 septembre 1594 sous le nom d'Anthoine Girard. Ce n'est que plus tard qu'il modifiera son nom d'abord en Antoine Girard (1625), puis Antoine Girard, Sieur de Saint-Amant (1627), puis Marc-Antoine de Girard, escuyer, Sieur de Saint-Amant (1629). Son père, Antoine Girard, (1551- 18 novembre 1624) est qualifié, en 1619, d'honorable marchand bourgeois. Saint Amant en fait un aventurier, commandant pendant 22 ans une escadre de vaisseaux de la reine d'Angleterre, qui aurait même passé trois ans dans les prisons turques. Lagny doute fortement de ces faits mais reconnaît comme plausible qu'Antoine Girard père ait pu quitter Rouen, comme de nombreux  protestants en 1562. Sa mère, Anne Hatif (? - 1646), est également d'une famille protestante, marraine d'un enfant de l'armateur protestant Lucas Legendre. Ce n'est qu'après la mort de son père que Saint-Amant se convertira au catholicisme.
Anthoine est l'aîné d'une famille d'au moins cinq enfants. Ses deux frères ont, selon Saint-Amant, parcouru les mers. Son frère Guillaume meurt en 1620 à l'issue d'un combat à l'entrée de la Mer Rouge. Le cadet, Salomon (1599-1648), a entrepris une carrière militaire et meurt sous les coups des Turcs lors d'une campagne militaire en Crète. Anthoine a également deux sœurs : Anne (1596 - ?) et Esther (1601 - ?). Anne Girard épousera en 1619, Pierre Azémar, artisan verrier et associé d'Antoine Girard père. C'est ce privilège de verrier que Saint-Amant tentera, en vain, de ravir à son beau-frère en 1627.
Anthoine passe son enfance à Rouen si l'on en croit le récit que fait Saint-Amant d'un incident où il risqua de se noyer en s'aventurant sur la Seine gelée. Le plus grand flou règne sur sa formation. Saint Amant se vante de mépriser grec et latin. Ainsi déclare-t-il dans l'Avertissement au Lecteur des Œuvres de 1629 : « Car, Dieu mercy, ny mon Grec, ny mon Latin ne me feront jamais passer pour Pedant : Que si vous en voyez deux ou trois mots en quelques endroits de ce Livre, je vous puis bien asseurer que ce n'est pas de celui de l'Université.»
Durand-Lapie en fait donc un élève rebelle plutôt adepte de l'école buissonnière. Il affirme que Saint-Amant a étudié au collège de la Marche à Paris. Pour Lagny, ces deux informations sont peu crédibles. Sans être érudit, Saint-Amant semble en réalité bien connaitre ses classiques, ainsi que les auteurs grecs et latins, il a donc probablement suivi des études sérieuses mais pas au collège de la Marche tenu par des Jésuites car Saint-Amant était à l'époque encore protestant, plus probablement dans un collège réformé en Normandie. Il maitrise l'espagnol, l'italien et l'anglais et sait jouer du luth. Il affirme qu'il a beaucoup appris grâce à ses voyages et ses rencontres.
À l'issue de ses études, Saint-Amant fait un voyage de formation par bateau visitant les Canaries, la côte africaine et les Antilles.

### Débuts littéraires
Selon Durand-Lapie, Saint-Amant monte à Paris en 1616 et se met sous la protection du duc de Retz, famille que son père aurait connue lors de sa période anglaise. Lors d'un séjour à Belle-Île-en-Mer, il écrit son poème la Solitude qui le consacre comme poète. Lagny doute fortement de cette version. Selon lui, La Solitude est écrite à Rouen et le duc de Retz ne devient le protecteur de Saint-Amant que vers 1624. Tous deux s'accordent pour dire que, vers 1620, Saint-Amant est à Paris et  fréquente les milieux littéraires où il est bien reçu. Il fait la connaissance de Théophile de Viau, Michel de Marolles, Bois-Robert, Nicolas Faret, François de Molière, Claude Malleville. Saint-Amant chante le plaisir de vivre, de manger et de boire (Le Fromage, La Chambre du débauché, Railleries à part, La Jouissance, La Vigne, Chansons à boire, Les Goinfres). Il écrit avec Bois-Robert et Théophile de Viau pour le  ballet royal des Bacchanales. Il fréquente  l'hôtel de Rambouillet où il est connu et apprécié sous le nom de Sapurnius. Mais il écrit aussi des œuvres plus graves comme Les Visions, Le Contemplateur dédié à l'évêque de Nantes, Philippe Cospéan qui a reçu sa conversion, des poèmes héroïques L'Arion dédié au duc de Montmorency et Andromède dédié à Gaston d'Orléans, et des œuvres satiriques comme le Poète crotté . Il collabore avec Bois-Robert à la Gazette du Pont-Neuf.
Saint-Amant produit beaucoup mais sans chercher à publier. Une publication pirate de sa Solitude le pousse à s'occuper de ses œuvres. En 1629 parait une première édition (Première Partie) qui rencontre un grand succès : on en compte 20 rééditions entre 1632 et 1668. À partir de cette date, très régulièrement, Saint-Amant rassemblera les œuvres qu'il crée dans des publications : Suite de la première partie (1631), Deuxième Partie (1643), Dernier Recueil(1659).
Dès 1632, Saint-Amant est reconnu comme chef de file des poètes légers et des bons vivants de son temps.

### Académie française
En 1634 s'amorce la naissance de l'Académie française. D'abord réunion informelle de quelques écrivains dont Malleville qui invite Faret, qui invite Desmaret et Bois-Robert, elle prend corps lorsque le cardinal de Richelieu apprend son existence et décide de la soutenir. Dès mars 1634, les registres des réunions sont tenus puis d'autres écrivains rejoignent les fondateurs dont Saint-Amant. Selon les statuts de l'académie, nul ne peut être admis sans avoir fait preuve de ses bonnes mœurs, de son bon esprit et sans l'approbation du cardinal, ce qui fait de cette admission un certificat de bonne moralité et écorne l'image de débauché souvent associée à Saint-Amant.
Pour pouvoir être dispensé du discours imposé à tout académicien, Saint-Amant s'engage à travailler sur les termes relevant du grotesque et du burlesque. Pour Saint-Amant, le burlesque « déconcerte la vanité humaine en présentant les grandes choses et les plus sérieuses d'un côté ridicule et bas ». À cause de ses voyages et de sa résidence à Rouen, Saint-Amant ne sera pas très assidu aux réunions mais il ne se vantera pas d'en faire partie.

### Conflits et voyages
Que ce soit comme protégé du duc de Retz, du duc de Montmorency, familier du comte d'Harcourt, dans la suite du maréchal de Créquy ou comme gentilhomme de la reine de Pologne, Saint-Amant a beaucoup voyagé, participant à des campagnes militaires ou des missions diplomatiques comme guerrier selon Durand-Lapie, comme courtisan et spectateur, selon Lagny. En fin observateur, Saint-Amant revient de ses voyages avec des comptes-rendus souvent ironiques ou héroïques.

#### Campagnes d'Italie
Quelques-uns des voyages de Saint-Amant, cités par Durand-Lapie, ne sont par reconnus comme tels par Lagny. Ainsi en est-il d'un voyage au Sénégal en passant par Lisbonne (1626) et un voyage à Madrid (1629) et les campagnes d'Italie de 1630 et 1640.
La première campagne, est entreprise en 1629-1630. Saint-Amant se serait joint à l'armée commandée par le Maréchal de Créquy pour libérer Casal occupée par les Espagnols. Elle rencontre de la résistance au passage de Suse bloqué par Charles-Emmanuel Ier de Savoie. Cette campagne inspire à Saint-Amant la pièce Le Goblin, pamphlet politique critiquant le peu d'empressement du prince Charles Emmanuel à venir faire allégeance à Louis XIII, L'Hiver des Alpes, La Crevaille. Dans cette dernière, on peut noter les relations familières qu'il entretenait avec le comte d'Harcourt, appelé par Saint-Amant du sobriquet de « Le Rond », tandis que Faret, son secrétaire, est affublé de celui de « Le Vieux».
Le seconde campagne est entreprise pour porter secours à la duchesse Christine qui voit son Piémont envahi par les Espagnols. Saint-Amant aurait suivi, avec son ami Faret, le comte d'Harcourt. Les batailles de Chieri, de Casal et de Turin sont chantées par Saint-Amant dans un ballet royal, de la Prospérité des Armes de France et dans une chronique des événements politiques du monde connu à l'époque Les Pourvus bacchiques dédiés à son protecteur à Rouen le comte de Briosne.
Selon Lagny, il n'était pas nécessaire que Saint-Amant fut sur place pour chanter ces exploits qui sont également connus des personnes restées en France. Il signale par exemple le poème le Paresseux où Saint-Amant annonce qu'il se soucie peu des guerres d'Italie et fait remarquer qu'en 1641, Saint-Amant chante la reprise d'Arras à laquelle il n'a pas assisté. Tout aussi hypothétique lui parait la mission en Angleterre (1631) qu'aurait entreprise Saint-Amant pour plaider la cause de François de Bassompierre (protecteur de son ami Claude Malleville) embastillé et dont il serait revenu avec le poème Ode à leurs Sérénissimes Majestés de Grande Bretagne.

#### Voyage à Rome
Ce voyage diplomatique, dirigé par le Maréchal de Créquy, est entrepris en 1633 pour négocier auprès du pape Urbain VIII l'annulation d'un mariage secret entre Gaston d'Orléans et Marguerite de Lorraine. Saint-Amant fait partie de la suite de 500 personnes qui se rend à Rome. Pendant que le maréchal de Créquy négocie en vain, les Français fréquentent bordels et cabarets. Saint-Amant rencontre Bouchard et Pietro Della Valle, fréquente le cardinal de Bentivoglio et Christophe Dupuy, prieur de la Chartreuse, et s'entretient avec Galilée sur son ouvrage Dialogue sur le flux et le reflux. Saint-Amant n'a pas apprécié son séjour à Rome qui lui inspire le poème satirique La Rome Ridicule. En fin observateur, non dénué d'une mauvaise foi chauvine, il y critique les monuments, les fontaines, déplore la cruauté romaine, l'exubérance italienne et l'âpreté au gain. Il se moque des femmes mariées et des maris jaloux, décrit avec verve le peuple et les rues romaines, se plaint de la nourriture, de la boisson, et du logement. Ce pamphlet burlesque, plein de légèreté, qui peut scandaliser un lecteur du XIXe siècle ou XXe siècle, est plutôt bien accueilli lorsque Saint-Amant le publie en 1643, sans nom d'auteur, sans privilège du roi. De nombreux exemplaires circulent avant que l'œuvre ne soit interdite et le libraire emprisonné.

#### Campagne de Lérins
Lorsqu'en 1636, le cardinal de Richelieu envoie la flotte atlantique, commandée par le comte d'Harcourt, soutenir le gouverneur de Provence pour la reconquête des îles de Lérins, Saint-Amant s'embarque à bord du Saint-Louis et assiste aux combats. Ce conflit lui inspire le caprice héroïco-comique Le Passage de Gibraltar.

#### Voyage en Angleterre
En 1643, un conflit oppose Charles Ier d'Angleterre avec son parlement. La régente Anne d'Autriche envoie au secours de sa belle-sœur Henriette une mission diplomatique chargée de négocier une trêve entre le roi et le parlement. Le comte d'Harcourt est envoyé comme médiateur  et Saint-Amant est dans sa suite. Il est présenté au couple royal dont il épouse passionnément la cause dans un poème satirique L'Albion dans lequel il critique le parlement, les prêtres anglicans, se plaint des voleurs, critique l'insolence anglaise, se plaint de leur cuisine, se moque de leurs poètes. Ce poème dédié à Bassompierre récemment libéré ne sera pas publié du vivant de Saint-Amant mais seulement par Charles-Louis Livet en 1855. Quelques mésaventures sur le vol d'une bourse et un mauvais barbier donnent l'occasion de pièces burlesques : Bacchus a trahi Saint-Amant et Le Barberot.

#### La Fronde à Paris
En 1648-1649, la révolte gronde à Paris, soutenue en sous-main par Paul de Gondi. Saint-Amant, bloqué par une maladie à la jambe, est coincé dans la capitale et assiste aux échauffourées. Ce siège lui inspire le poème Les Triolets qui, sous couvert d'une neutralité de façade et d'une légèreté de ton, est un soutien au cardinal de Mazarin. Il s'y plaint de la famine, se moque du parlement et de ses soldats, exhorte à une réconciliation.

#### Voyage en Pologne
En 1644, le duc de Retz s'est retiré au profit de son neveu. Saint-Amant perd un protecteur influent. Le comte d'Harcourt ne le soutient pas avec efficacité. Saint-Amant souhaite mener à bien un projet qui lui tient à cœur depuis 1629 : une idylle héroïque contant la sortie d'Égypte du peuple hébreu dirigée par Moïse, œuvre qui doit porter le titre de Moyse sauvé. Il a donc besoin d'une sécurité matérielle. Il la cherche auprès de Gaston de France auquel il adresse une épitre héroïco-comique (Épitre héroïco-comique à Monseigneur le Duc d'Orléans), auprès du duc d'Enghien (Ode héroïco-comique sur le duc d'Enghien) et auprès de l'évêque de Metz Henri de Bourbon-Verneuil.
C'est auprès de Louise-Marie de Gonzague, amie du duc d'Enghien et élève de Michel de Marolles qu'il va trouver cette sécurité. En 1645, Louise-Marie de Gonzague épouse le roi de Pologne Ladislas IV Vasa. Elle fait de Saint-Amant, dont elle apprécie les vers, un gentilhomme de sa chambre et lui octroie une rente régulière sans exiger cependant de lui qu'il la suive en Pologne. Saint-Amant lui offre deux pièces Pour la sérénissime Reyne de Pologne devant son mariage l'an 1645 et Épitre à l'hyver pour son voyage en Pologne. Il correspond régulièrement avec son secrétaire Pierre des Noyers, lui envoyant les lettres recueillies dans Épitres diversifiées. À la mort de Ladislas IV Vasa, Jean II Casimir Vasa monte sur le trône et Louise-Marie de Gonzague devient son épouse. Elle continue de rétribuer Saint-Amant.
Cette stabilité financière lui permet de travailler sur son Moïse. Après l'épisode de la Fronde, son projet est suffisamment avancé pour qu'il songe à le présenter à la reine de Pologne. Il entreprend alors, en 1649, un voyage aventureux de Paris à Varsovie dont il raconte les péripéties dans La Polonaise : arrêté à Saint-Omer par les Espagnols, il ne doit la liberté qu'à son titre de Gentilhomme de la Reine de Pologne, passe par Anvers et Amsterdam où il rencontre Pierre Chanut, ambassadeur à la cour de Suède. Il repart d'Amsterdam en mars 1650, traversant les pays nordiques en plein hiver, fait un détour par Thorn pour se recueillir sur la tombe de Copernic  et arrive à Varsovie où l'on attend la naissance d'un enfant royal (Stances sur la grossesse de la reine de Pologne, la Vistule sollicitée). Il repart en septembre de la même année pour la cour de la Reine de Suède, annoncer cette naissance mais l'enfant meurt peu après. Saint-Amant ne retourne pas en Pologne mais repart directement pour la France en juin 1651.

### Les dernières années
À son retour de Pologne, Saint-Amant a 57 ans. Il s'installe à Rouen, retravaille son Moïse qui est publié en 1653. Sur sa réception, les avis sont partagés. Scudéry en fait l'éloge mais Furetière très critique, l'aurait surnommé Moyse noyé.
Il écrit des œuvres plus grave comme les Stances à M. de Corneille sur son imitation de Jésus-Christ et se tourne vers la religion. Une crue de la Seine lui inspire La Seyne extravagante où l'on retrouve l'ironie et la dérision de ses premières œuvres. Il écrit en 1656 La Généreuse, un poème épique vantant le courage de la reine de Pologne  et destiné à obtenir le soutien de la princesse Anne de Gonzague envers sa sœur malheureuse qui, à cette époque, est en guerre avec ses voisins. Il perd d'ailleurs la pension polonaise en 1659. Ses derniers poèmes sont Suspension d'armes célébrant la signature d'une paix entre France et Espagne (1659) et La Lune parlante qui semble ne pas avoir eu de succès.
Concernant les circonstances de sa mort, les biographes ne possèdent que trois documents,,:
- La gazette du Loret du 30 décembre 1661 indiquant que Saint-Amant « passa l'autre jour par les mains de Clothon »
- Une note extraite du journal de François Colletet : « Le jeudi 29e décembre 1661, jour de Saint Thomas de Canterbery, mourut chez monsieur Monglas, son ancien hôte, qui était décédé huit jours avant, le sieur Saint Amant, âgé de soixante-quatorze ou soixante-quinze ans[54], après une maladie de deux jours. (...) »
- Une note découverte tardivement par Lagny, dans les registres de la paroisse Saint-Sulpice, concernant un convoi mortuaire et un enterrement pour Saint-Amant le 23 décembre 1661[55].

Paul Durand-Lapie émet des doutes sur la date du 29 décembre 1661 considérant que cela laisserait trop peu de temps pour élire son successeur à l'Académie française Jacques Cassagne (élu en 1661).
Les hypothèses, parfois contradictoires, fleurissent donc:
- une plaque commémorative le fait mourir le 29 décembre au 26 rue de Seine;
- il serait mort rue de Seine au cabaret La Petite Galère à l'issue d'une maladie de deux jours « à laquelle la bonne chère et le bon vin n'étaient pas étrangers »[57];
- il ne savait plus ni boire ni rire et maigrissait et serait mort le 29 décembre à soixante-cinq ans[58];
- roué de coups par des sbires du prince de Condé le 1er décembre sur le Pont Neuf, il aurait été amené ensanglanté au cabaret du Petit Maure et y serait mort[59];
- blessé lors d’une rixe, il aurait été transporté au cabaret Au petit Maure, rue de Seine. C’est dans cet établissement que Saint-Amant se serait éteint, à Paris, en décembre 1661[60].

## Regard sur l'œuvre
Saint-Amant a occupé de son vivant, pendant près d'un quart de siècle, le devant de la scène. Sa Solitude a été de nombreuses fois imitée. Il fut un innovateur dans le mode burlesque entre Régnier et Scarron. Sa fréquentation des cabarets et des bonnes tables, son goût pour le bon vin et la bonne chère l'a longtemps fait passer pour un poète bachique et fait dire à Louis Du Four de Longuerue en 1754, « Si cet ivrogne de Saint Amant avait su quelque chose et qu'il eut voulu autant travailler que boire, la nature lui avait donné du génie et il aurait pu aller loin ».
Le talent de Saint-Amant ne se limite cependant pas à ce genre. Toujours emporté par sa fougue et son caprice, cet écrivain très original, fantasque et capricieux a touché en maître toutes les cordes de la lyre poétique. Saint-Amant avait au plus haut degré le sentiment de la poésie, pas seulement dans les satires mais par des odes, des sonnets. Son sens de l'observation, le « baroque hardi » de ses premières pièces donnent à ses œuvres un cachet particulier. Fin observateur, il excellait dans les descriptions. Il était également capable de saisir tout ce qui peut sembler dérisoire dans le comportement des hommes dont il a tracé avec verve des portraits burlesques. C'était un spécialiste des Caprices, « pièces poétiques à l'architecture bizarre et irrégulière » et des avant-satires que Saint-Amant définissait comme « des poèmes où on mord complaisamment et où ceux que l'on blesse, au lieu de s'en fâcher, sont pour leur honneur contraint de riocher ».
Ce même sens de l'observation, cet amour pour la nature et ses paysages tourmentés en font un précurseur du romantisme qui fleurira deux siècles plus tard. Il en est de même de son goût pour le fantastique que l'on retrouve par exemple dans un poème comme Les Visions.
D'esprit libre, il a refusé l'imitation des anciens, prôné la liberté du langage et de l'écriture poétique, laissant libre cours à l'imagination. Son sens du rythme l'a poussé à produire des vers parfois irréguliers destinés, selon lui, à rompre la cadence comme en musique.
Vers la fin de sa vie, cependant, il a abandonné le style burlesque dont il déplorait les excès pour se tourner vers un style plus grave emprunté à Malherbe. Ces dernières œuvres, Vistule sollicité, Moyse sauvé, sont souvent critiquées pour leur longueur et leur lourdeur. Le combat de Moïse et de l’Égyptien, le bain de la princesse Rermuth, la comparaison de la couleuvre et de l’oiseau, etc., sont pourtant des morceaux remarquables.
Dès la fin du siècle, il sombre dans l’oubli avec le triomphe du goût classique. Après l’avoir durement critiqué dans les Satires, Boileau finit par lui rendre plus de justice dans les Réflexions de Longin.
En 1764, Joseph de La Porte, le décrit dans son École de littérature tirée de nos meilleurs écrivains en ces termes « Saint-Amant, dont le style est insupportable aujourd'hui, par le mauvais choix et le mauvais assortiment des expressions, par la construction vicieuse des phrases (...) avait de réels talents, ou plutôt des portions de talents (...) Il avait le pinceau intéressant, il reconnaissait la nature et les routes du cœur, il développait assez bien les mouvements et les faiblesses de l'humanité ».
Oublié pendant deux siècles, il est réhabilité au XIXe siècle. Théophile Gautier en fait un portrait dans ses Grotesques disant de lui que c'est « à coup sûr un excellent poète (...). Sa rime est extrêmement riche, abondante et souvent inespérée. Son rythme est nombreux, habilement soutenu et ménagé. Son style très varié, très pittoresque, très imagé, quelquefois sans goût, mais toujours amusant et neuf ». Le goût récent pour le baroque, dont sa poésie fantastique et fantaisiste est une illustration, lui redonne une juste place.
L’édition complète de ses Œuvres donnée par Charles-Louis Livet dans la Bibliothèque elzévirienne (Paris, 1855, 2 vol. in-16) a été réimprimée par Kraus Reprint (Nendeln, 1972).

## Œuvres
- Les Œuvres, Paris, F. Pomeray, 1628.
- Les Œuvres et Suite des Œuvres, Paris, N. Trabouillet, 1632.
- Les Œuvres, Deuxième Partie', Paris, 1643.
- Les Œuvres, Troisième Partie, Paris, A. Quinet, 1649.
- Moyse sauvé, Idylle héroïque, Paris, A. Courbé, 1653.
- Dernier Recueil de diverses poësies, Paris, A. de Sommaville, 1658.
- Œuvres complètes, éd. Ch.-L. Livet, Paris, P. Jannet, 1855, 2 vol.
- Œuvres, éd. J. Lagny et J. Bailbé, Paris, S.T.F.M., 1967-1971, 5 vol.

- Dernier recueil de diverses poésies du sieur de Saint-Amant
- Epistre héroï-comique, à Monseigneur le duc d’Orléans : lors que son Altesse Royale estoit au siège de Gravelines
- La Rome ridicule : caprice, 2e exemplaire
- Les œuvres du sieur de Saint-Amant : reveuës, corrigées, et de beaucoup augmentées en cette dernière édition
- Moyse sauvé : idylle héroïque du sieur de Saint-Amant…
- Œuvres complètes de Saint-Amant. Tome I, Tome II
- Poème fait l’année 1659, sur la suspension d’armes…
- La solitude du sieur de Saint-Amant